# Павел Файдек
Па́вел Фа́йдек (пол. Paweł Fajdek, нар. 4 червня 1989) — польський легкоатлет, який спеціалузіється в метанні молота, багаторазовий переможець та призер чемпіонатів світу, Європи, літніх Універсіад.

## Виступи на основних міжнародних змаганнях
| Рік                | Змагання                      | Місце проведення   | Місце              | Дисципліна             | Результат          | Примітки           |
| Представник Польща | Представник Польща            | Представник Польща | Представник Польща | Представник Польща     | Представник Польща | Представник Польща |
| ------------------ | ----------------------------- | ------------------ | ------------------ | ---------------------- | ------------------ | ------------------ |
| 2008               | Чемпіонат світу серед юніорів | Бидгощ             | 4                  | метання молота (6 кг.) | 75.31 м            |                    |
| 2009               | Чемпіонат Європи серед молоді | Каунас             | 8                  | метання молота         | 68.70 м            |                    |
| 2010               | Кубок Європи з метань         | Арль               | 5                  | метання молота         | 67.07 м            | U23                |
| 2011               | Командний чемпіонат Європи    | Стокгольм          | 2                  | метання молота         | 76.98 м            |                    |
| 2011               | Чемпіонат Європи серед молоді | Острава            | 1                  | метання молота         | 78.54 м            |                    |
| 2011               | Універсіада                   | Шеньчжень          | 1                  | метання молота         | 78.14 м            |                    |
| 2011               | Чемпіонат світу               | Тегу               | 11                 | метання молота         | 75.20 м            |                    |
| 2012               | Олімпійські ігри              | Лондон             | кв.                | метання молота         | NM                 |                    |
| 2013               | Кубок Європи з метань         | Кастельйон         | 3                  | метання молота         | 75.52 м            |                    |
| 2013               | Командний чемпіонат Європи    | Гейтсхед           | 1                  | метання молота         | 77.00 м            |                    |
| 2013               | Універсіада                   | Казань             | 1                  | метання молота         | 79.99 м            |                    |
| 2013               | Чемпіонат світу               | Москва             | 1                  | метання молота         | 81.97 м            |                    |
| 2014               | Кубок Європи з метань         | Лейрія             | 1                  | метання молота         | 78.75 м            |                    |
| 2014               | Командний чемпіонат Європи    | Брауншвейг         | 2                  | метання молота         | 75.26 м            |                    |
| 2014               | Чемпіонат Європи              | Цюрих              | 2                  | метання молота         | 82.05 м            |                    |
| 2014               | Континентальний кубок         | Марракеш           | 3                  | метання молота         | 78.05 м            |                    |
| 2015               | Кубок Європи з метань         | Лейрія             | 2                  | метання молота         | 76.19 м            |                    |
| 2015               | Командний чемпіонат Європи    | Чебоксари          | 1                  | метання молота         | 81.64 м            |                    |
| 2015               | Універсіада                   | Кванджу            | 1                  | метання молота         | 80.05 м            |                    |
| 2015               | Чемпіонат світу               | Пекін              | 1                  | метання молота         | 80.88 м            |                    |
| 2016               | Чемпіонат Європи              | Амстердам          | 1                  | метання молота         | 80.93 м            |                    |
| 2016               | Олімпійські ігри              | Ріо-де-Жанейро     | 17 (кв.)           | метання молота         | 72.00 м            |                    |
| 2017               | Командний чемпіонат Європи    | Лілль              | 1                  | метання молота         | 78.29 м            |                    |
| 2017               | Чемпіонат світу               | Лондон             | 1                  | метання молота         | 79.86 м            |                    |
| 2017               | Універсіада                   | Тайбей             | 1                  | метання молота         | 79.16 м            |                    |
| 2018               | Кубок Європи з метань         | Лейрія             | 1                  | метання молота         | 77.30 м            |                    |
| 2018               | Чемпіонат Європи              | Берлін             | 2                  | метання молота         | 78.69 м            |                    |
| 2019               | Матчева зустріч Європа-США    | Мінськ             | 1                  | метання молота         | 80.71 м            |                    |
| 2019               | Чемпіонат світу               | Доха               | 1                  | метання молота         | 80.50 м            | [ 2 ]              |
| 2021               | Кубок Європи з метань         | Спліт              | 4                  | метання молота         | 74.48 м            |                    |
| 2021               | Олімпійські ігри              | Токіо, Японія      | 3                  | метання молота         | 81.53 м            |                    |
| 2022               | Чемпіонат світу               | Юджин, США         | 1                  | метання молота         | 81.98 м            |                    |